# Neomerinthe procurva
Neomerinthe procurva är en fiskart som beskrevs av Chen, 1981. Neomerinthe procurva ingår i släktet Neomerinthe och familjen Scorpaenidae. Inga underarter finns listade i Catalogue of Life.